# Mihály Szentmártoni
Mihály Szentmártoni (ur. 1945 w Nowym Sadzie) – węgierski psycholog.
Studiował filozofię, teologię i psychologię. Był wykładowcą psychologii w Zagrzebiu, gdzie obejmował również stanowisko dyrektora i doradcy w „Centrum rodziny”.
Jest autorem wielu artykułów psychologicznych i książek. Aktualnie (2011) jest profesorem zwyczajnym w Papieskim Uniwersytecie „Gregorianum” w Rzymie.

## Wybrane publikacje
- W kierunku dojrzałości osobowej (1978)
- Świat młodych (1985, 1986)
- Psychologia życia duchowego (1990)
- Wprowadzenie do teologii pastoralnej (1992)
- Psychologia pastoralna (1995)